# Шестопалов, Николай Фёдорович

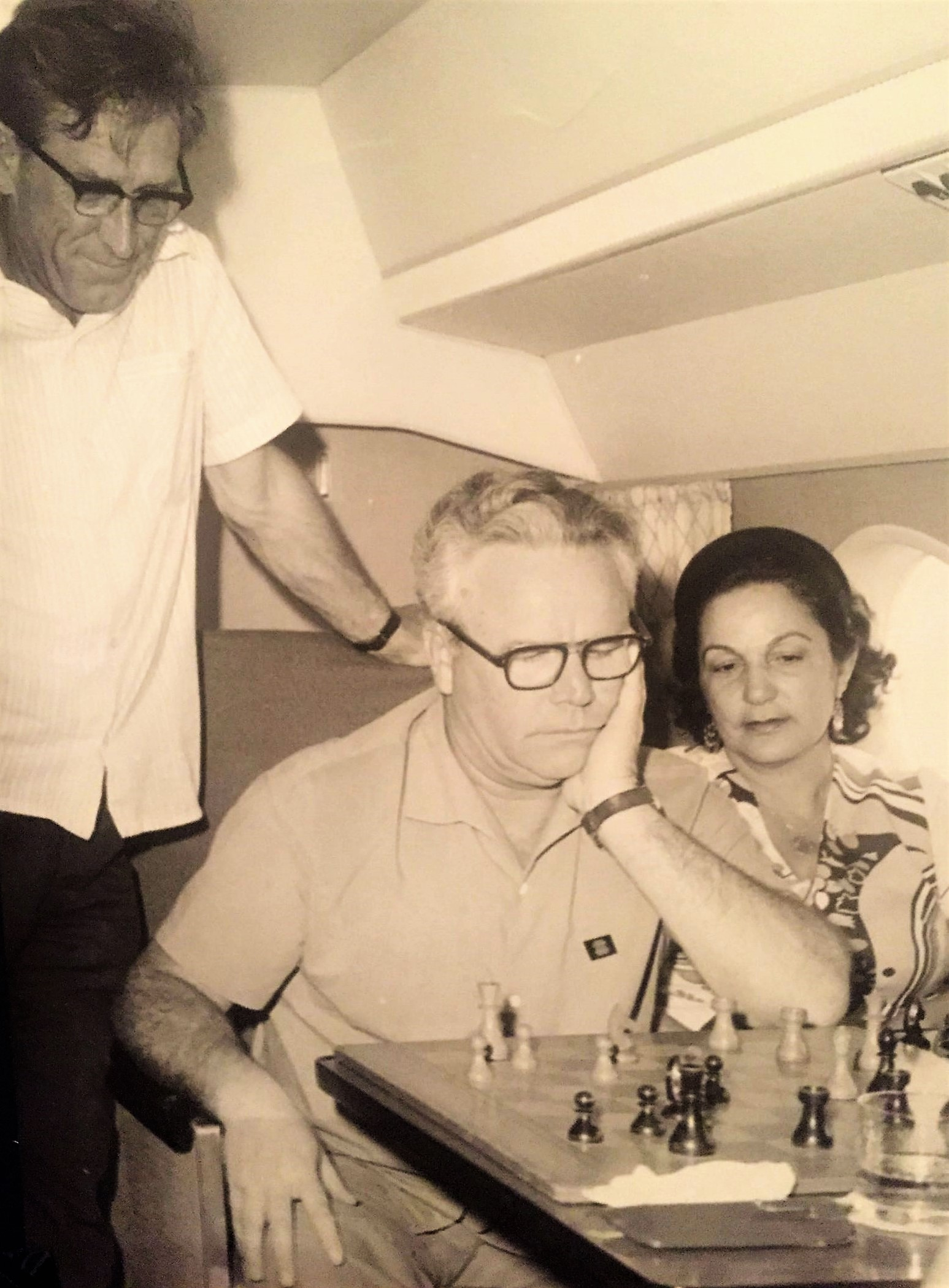
Николай Фёдорович Шестопалов с супругой в самолёте, летящем на Кубу

Никола́й Фёдорович Шестопа́лов (19 декабря 1919, Москва — 6 ноября 2006, Москва) — советский военачальник, маршал инженерных войск (1981). Заслуженный строитель РСФСР (1971). Депутат Верховного Совета СССР 11-го созыва (1984—1989).

## Молодые годы
Родился в многодетной семье рабочего-железнодорожника. Отец и мать умерли, когда Николаю было 4 года. Оставшись круглым сиротой, до 1935 года воспитывался в детских домах Москвы и Волоколамска, там же окончил школу в 1935 году. Затем до 1937 год учился на рабфаке завода имени Артёма в Москве.
В Красной Армии с сентября 1937 года. Окончил Военно-инженерную академию имени В. В. Куйбышева в 1941 году.

## Великая Отечественная война
В боях Великой Отечественной войны с июля 1941 года. Был главным инженером участка управления наземных сооружений на Южном фронте, помощником начальника отдела управления военно-полевого строительства на Брянском фронте, помощником начальника оперативного отдела штаба 6-й сапёрной армии, старшим помощником начальника отдела 35-го управления оборонительного строительства на Воронежском фронте. Занимался строительством оборонительных укреплений в первый период войны.
С августа 1943 года — инженер 19-й моторизованной инженерной бригады, затем начальник инженерной службы 22-й отдельной гвардейской мотострелковой бригады в составе 6-го гвардейского танкового корпуса. С сентября 1944 года — помощник начальника штаба инженерных войск 3-й гвардейской танковой армии на 1-м Украинском фронте. Участвовал в наступательных операциях в битве за Днепр, Днепровско-Карпатской, Львовско-Сандомирской операции, в Висло-Одерской и Берлинской операциях.

## Послевоенное время
После войны в 1945—1959 годах — старший производитель работ Управления военно-полевого строительства Вооружённых Сил в СССР, заместитель командира, затем командир строительного батальона в СССР. С 1948 года проходил службу в Центральном управлении аэродромного строительства Военного министерства СССР: заместитель командира и главный инженер аэродромно-строительного полка, главный инженер и начальник отдела капитального аэродромного строительства округа. За эти годы принимал участие в строительстве около 20 современных военных аэродромов в Туркмении, Прибалтике, Белоруссии, на Украине и на территории России. Член ВКП(б) с 1951 года.
С 1959 года — начальник отдела в строительном управлении, с 1961 года — начальник строительного управления Белорусского военного округа. С ноября 1963 года — заместитель командующего войсками Белорусского военного округа по строительству и расквартированию войск. С августа 1969 года — начальник Главного военно-строительного управления Министерства обороны СССР. С апреля 1972 года — первый заместитель начальника строительства и расквартирования войск Министерства обороны СССР. С декабря 1978 года — заместитель Министра обороны СССР по строительству и расквартированию войск. 
Воинское звание маршал инженерных войск присвоено 6 мая 1981 года.
С 1960-х годов руководил широкомасштабными работами по модернизации позиционных районов базирования боевых ракетных комплексов стратегического назначения в целях обеспечения их повышенной живучести в случае применения ядерного оружия вероятным противником. Под его руководством отработана оптимальная технология модернизации пусковых установок и других сооружений боевых ракетных комплексов. Для ее осуществления потребовалась разработка комплекса уникальных механизмов и оборудования в тесном сотрудничестве с проектно-конструкторскими организациями Минобороны и Минмонтажспецстроя СССР. 
С 1988 года — военный инспектор-советник Группы генеральных инспекторов Министерства обороны СССР. 
С 1992 года — в отставке. 
Депутат Верховного Совета СССР 11-го созыва (1984—1989). 
Жил в Москве. Активно участвовал в общественной и ветеранской деятельности, был почётным Председателем Совета ветеранов Военно-строительного комплекса Министерства обороны Российской Федерации. С 1996 года являлся последним из остававшихся в живых советских маршалов инженерных войск.
Скончался 6 ноября 2006 года. Похоронен на Троекуровском кладбище Москвы.

## Семья

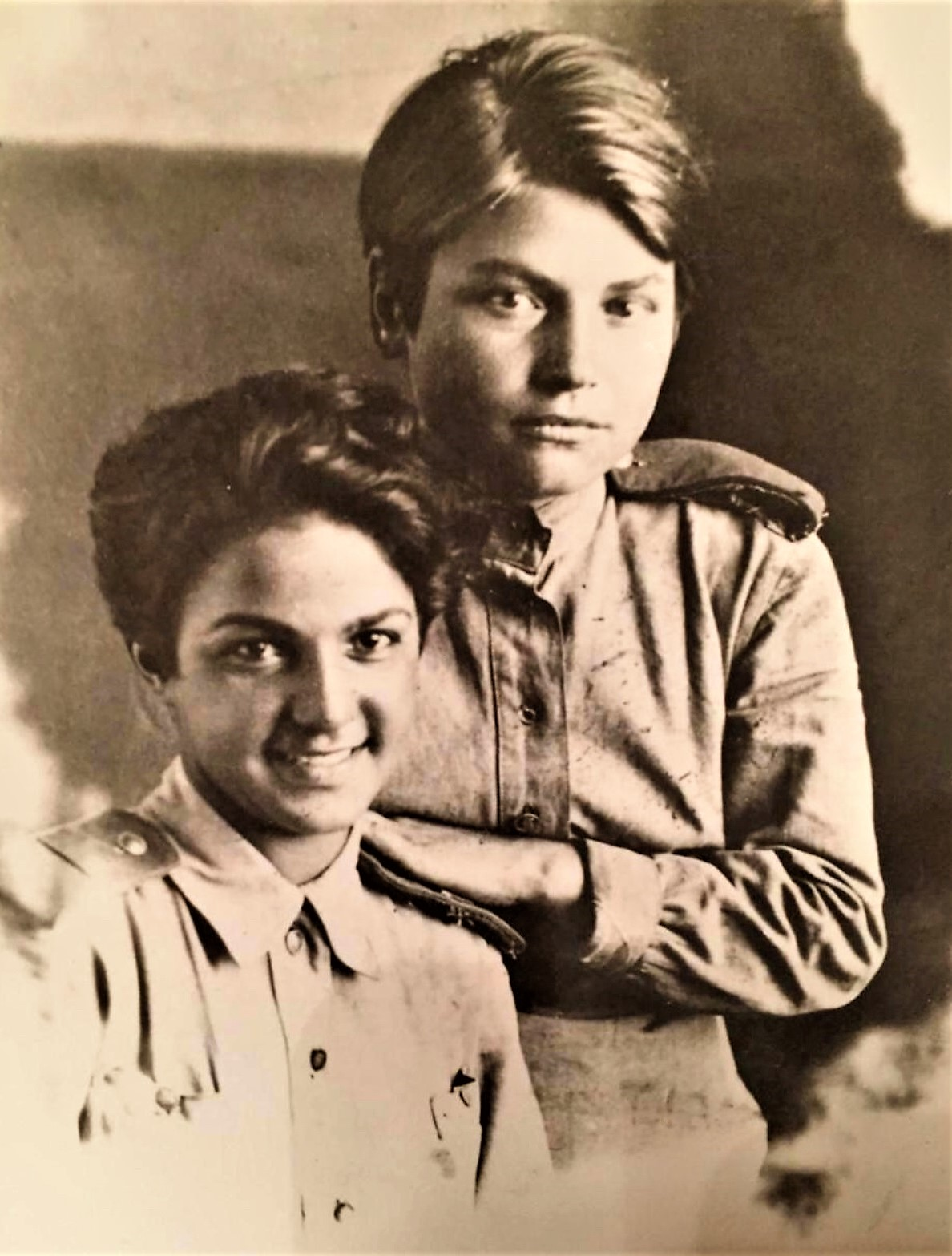
Гвардии старший сержант Саяра Курбанова (слева) с фронтовой подругой

Николай Фёдорович был женат на Саяре Гайдаровне Курбановой (1922—2016). В годы Великой Отечественной войны и первые послевоенные годы служила танцовщицей в ансамбле песни и пляски 3-й гвардейской танковой армии. Они познакомились в Австрии 23 февраля 1946 года на торжественном вечере офицеров армии, посвящённом первому послевоенному празднику Красной Армии. Поженились в том же году в Берлине. Саяра Гайдаровна также известна тем, что училась в одной школе с Зоей Космодемьянской (на год старше), знала Зою и её семью.

## Высшие воинские звания
- генерал-майор инженерно-технической службы (16.06.1965)
- генерал-лейтенант-инженер (6.02.1972)
- генерал-полковник-инженер (14.02.1978)
- маршал инженерных войск (6.05.1981)[4]

## Награды
- Орден Ленина
- Орден Октябрьской Революции (1967)
- Два ордена Отечественной войны 1-й степени (29.05.1945[5], 11.03.1985)
- Орден Отечественной войны 2-й степени (21.04.1945[6])
- Два ордена Трудового Красного Знамени (1967, 1982)
- Два ордена Красной Звезды (1.03.1944[7], 1955)
- Две медали «За боевые заслуги» (19.02.1944[8], …)
- Медаль «За взятие Берлина»
- Медаль «За освобождение Праги»
- Другие медали СССР
- Награды иностранных государств:
  - Орден Шарнхорста (ГДР, 18.10.1983)
  - Орден «9 сентября 1944 года» III степени с мечами (Болгария, 14.09.1974)
  - Орден Красной Звезды (ЧССР, 5.05.1975)
  - Орден Сухэ-Батора (Монголия)
  - Орден Боевого Красного Знамени (Монголия, 06.07.1971)
  - Медаль «Братство по оружию» в золоте (ГДР)
  - Медаль «Братство по оружию» (Польша)
  - Медаль «30 лет Народной армии ГДР» (ГДР)
  - Медаль «Военная доблесть» I класса (Румыния, 04.09.1980)
  - Медаль «За укрепление братства по оружию» (Болгария, 1980)
  - Медаль «100 лет со дня рождения Георгия Димитрова» (Болгария)
  - Медаль «100 лет Освобождения Болгарии от османского рабства» (Болгария, 22.11.1978)
  - Медаль «1300 лет Болгарии» (Болгария, 29.03.1982)
  - Медаль «40 лет Победы над гитлеровским фашизмом» (Болгария, 16.05.1985)
  - Медаль «За укрепление дружбы по оружию» I степени (ЧССР, 30.04.1980)
  - Медаль «40 лет освобождения Чехословакии Советской армией» (ЧССР, 28.03.1985)
  - Медаль «За боевое содружество» I степени (Венгрия, 20.06.1980)
  - Медаль «30-я годовщина Революционных Вооруженных сил Кубы» (Куба, 24.11.1986)
  - Медаль «40 лет освобождения Кореи» (КНДР, 10.08.1985)
  - Медаль «50 лет Монгольской Народной Армии» (Монголия, 1971)
  - Медаль «60 лет Вооружённым силам МНР» (Монголия, 1981)
  - Медаль «40 лет Халхин-Гольской Победы» (Монголия, 26.11.1979)
- Заслуженный строитель РСФСР (1971)
- Государственная премия СССР (1974)
- нагрудный знак «Почётный строитель Байконура» (10.06.1977)

## Сочинения
- Советские военные строители // Военно-исторический журнал. — 1988. — № 1. — С. 11—18.

## Память
- В 2014 году имя Н. Ф. Шестопалова присвоено улице в Москве.
- Мемориальная доска Н. Ф. Шестопалову установлена на фасаде дома в Москве (переулок Сивцев Вражек, дом 9А, в котором он жил в 1975-2006 годах).
- У станции метро Каширская в Москве установлен бронзовый бюст Маршалу инженерных войск Н.Ф. Шестопалову.